# Srbica
Srbica sau Skënderaj (albaneză Skënderaj; sârbă Србица, cu alfabetul latin: Srbica) este un oraș și municipiu din districtul Kosovska Mitrovica, din nordul provinciei Kosovo. Este cel mai mare oraș din regiunea Drenica din Kosovo.

## Caracteristici
Orașul este populat în principal de albanezi (95%). Este cel mai sărac oraș din Kosovo, și este unde războiul din Kosovo a început în 1999, cu cele mai multe daune provocate.

## Demografie
| Structura etnică, inclusiv PSI (persoane strămutate intern)                        |             |      |       |     |         |     |          |     |             |
| An / Populație                                                                     | Albanezi    | %    | Sârbi | %   | Ashkali | %   | Bosniaci | %   | Total       |
| 1991                                                                               | 54,437      | -    | 713   | -   |         |     |          |     | 55,471      |
| Ianuarie 1999                                                                      | App. 65,000 | N/A  | 291   | N/A | N/A     | N/A | N/A      | N/A | App. 65,000 |
| Numărul curent                                                                     | App. 70,000 | 100% | 326   | N/A | 68      | N/A | 20       | N/A | App. 70,000 |
| Ref: Recensământul populației Iugoslaviei de-a lungul anului 1991, estimările OSCE |             |      |       |     |         |     |          |     |             |

## Economie
Încă de la începutul istoriei, Srbica a fost cel mai sărac municipiu din Kosovo, banii în investiții au fost puțini încă din timpul fostei Iugoslavia. Activitățile economice sunt reduse, iar șomajul a crescut continuu. Agricultura este principala industrie locală, dar municipiul nu a dezvoltat pe deplin existența tereburilor arabile. Astăzi economia locală constă în întreprinderile mici, cum ar fi magazine, și restaurante, în timp ce alte două fabrici privatizate (de cărămidă, și făină) angaja câteva sute de persoane. Celălalt sector de ocupare a forței de muncă este în serviciul civil.

## Sport
Clubul de fotbal, KF Drenica a câștigat Supecupa Kosovară.